# 張靄
張靄（?—?），字伯雲。福建崇安人（今武夷山市）。
顯德二年（955年）考中進士。後周時期擔任靳州刺史。北宋建隆年間擔任侍御史。曾因犯顏直諫被宋太祖用斧柄打斷門牙。之後擔任河中府判官。宋太宗時出任左司员外郎。有子張嶠。